# Житный приказ
Житный приказ — орган центрального государственного и военного управления, приказ в Русском царстве для продовольственного обеспеченья (снабжения) Русского войска и населения государства в период несчастий.

## История
Суровые климатические условия Руси (России) определяют характер земледелия как рискованное, с большой вероятностью потери части урожая. Наиболее характерные проблемы данного земледелия были связаны с ранними морозами и засухой, что приводило к неурожаю, и в связи с этим к голоду в государстве. Поэтому государь был вынужден соответственно заниматься проблемами неурожая и ликвидации голода на Руси, создавая для этого органы управления для организации, надзора, сбора, хранения и выдачи жита (зерна), в местах хранения запаса жита (зерна), в житных дворах, на случай период несчастий, обеспечивающих основу обороноспособности и экономической стабильности России.
Приказ житный, по сбору хлебных запасов, откуда производилась раздача хлеба населению в голодные годы, возник может быть (по мнению К. А. Неволина), при Иоанне III, а Карамзин относит его возникновение к царствованию Иоанна IV. В заведовании органа центрального государственного и военного управления находились житные дворы (склады), в которых хранился хлеб для снабжения (обеспеченья) формирований вооружённых сил на случай войны и неурожая в государстве. О деятельности этого приказа мало известно. В конце XVII столетия он был соединён со стрелецким приказом, а затем заменён провиантской канцелярией, которая заготавливала главным образом провиант для войска и флота.